# Tour de France 2011/15. Etappe
Die 15. Etappe der Tour de France 2011 am 17. Juli führte über 192,5 Kilometer von Limoux nach Montpellier. Auf dieser Flachetappe gab es eine Sprintwertung und eine Bergwertung der 4. Kategorie. Es gingen noch 170 der 198 gemeldeten Fahrer an den Start.

## Rennverlauf
Kurz nach dem Start initiierte erneut Mickaël Delage eine Ausreißergruppe und zog Niki Terpstra, Samuel Dumoulin, Michail Ignatjew und Anthony Delaplace mit. Sie konnten rasch einen Vorsprung von über drei Minuten auf das von HTC-Highroad geführte Feld herausfahren, bevor dieses das Tempo wieder erhöhte. Dabei fuhren mehrere Fahrer heraus und der Abstand blieb stabil. In der Folge sank dieser zunächst leicht, dann aber erreichten die Ausreißer einen Maximalvorsprung von vier Minuten. Die Bergwertung gewann Ignatjew, den Zwischensprint Delage knapp vor Dumoulin. Den Zwischensprint des Feldes gewann Mark Cavendish vor José Joaquín Rojas und Philippe Gilbert. Der Vorsprung der Ausreißer betrug nun knapp über einer Minute.
22 Kilometer vor dem Ziel ließ Ignatiew seine Mitausreißer hinter sich, wurde aber von Terpstra eingeholt. Während die drei Verfolger kurz darauf vom Feld geschluckt wurden, hielten sich die beiden noch eine Weile vorn. Terpstra ließ wenige Kilometer vor dem Ziel auch den Russen hinter sich und wurde hinterher auch als kämpferischster Fahrer ausgezeichnet, während der Russe sechs Kilometer vor dem Ziel gestellt wurde. Dann griff Gilbert an und holte Terpstra drei Kilometer vor dem Ziel ein. Ihm folgten Anthony Roux und Marco Marcato. Jedoch war auch dieser Fluchtversuch bald vorbei und Danilo Hondo setzte sich an die Spitze des Feldes, wo sich auch das Sky-ProCycling-Team zeigte. Im Zielsprint setzte sich schließlich erneut Cavendish gegen seine Konkurrenten Tyler Farrar und Alessandro Petacchi durch und feierte damit seinen vierten Etappensieg dieser Rundfahrt.

## Punktewertung
| Zwischensprint in Montagnac nach 146,5 km auf 44 m |                        |                              |         |
| 1.                                                 | Frankreich             | Mickaël Delage (FDJ)         | 20 Pkt. |
| 2.                                                 | Frankreich             | Samuel Dumoulin (COF)        | 17 Pkt. |
| 3.                                                 | Frankreich             | Anthony Delaplace (SAU)      | 15 Pkt. |
| 4.                                                 | Russland               | Michail Ignatjew (KAT)       | 13 Pkt. |
| 5.                                                 | Niederlande            | Niki Terpstra (QST)          | 11 Pkt. |
| 6.                                                 | Vereinigtes Konigreich | Mark Cavendish (THR)         | 10 Pkt. |
| 7.                                                 | Spanien                | José Joaquín Rojas (MOV)     | 9 Pkt.  |
| 8.                                                 | Belgien                | Philippe Gilbert (OLO)       | 8 Pkt.  |
| 9.                                                 | Spanien                | Francisco José Ventoso (MOV) | 7 Pkt.  |
| 10.                                                | Australien             | Mark Renshaw (THR)           | 6 Pkt.  |
| 11.                                                | Osterreich             | Bernhard Eisel (THR)         | 5 Pkt.  |
| 12.                                                | Deutschland            | Tony Martin (THR)            | 4 Pkt.  |
| 13.                                                | Australien             | Matthew Goss (THR)           | 3 Pkt.  |
| 14.                                                | Frankreich             | Arnold Jeannesson (FDJ)      | 2 Pkt.  |
| 15.                                                | Vereinigte Staaten     | George Hincapie (BMC)        | 1 Pkt.  |

| Etappenziel in Montpellier nach 192,5 km auf 55 m |                        |                              |         |
| 1.                                                | Vereinigtes Konigreich | Mark Cavendish (THR)         | 45 Pkt. |
| 2.                                                | Vereinigte Staaten     | Tyler Farrar (GRM)           | 35 Pkt. |
| 3.                                                | Italien                | Alessandro Petacchi (LAM)    | 30 Pkt. |
| 4.                                                | Italien                | Daniel Oss (LIQ)             | 26 Pkt. |
| 5.                                                | Spanien                | José Joaquín Rojas (MOV)     | 22 Pkt. |
| 6.                                                | Vereinigtes Konigreich | Ben Swift (SKY)              | 20 Pkt. |
| 7.                                                | Deutschland            | Gerald Ciolek (QST)          | 18 Pkt. |
| 8.                                                | Frankreich             | Tony Gallopin (COF)          | 16 Pkt. |
| 9.                                                | Spanien                | Francisco José Ventoso (MOV) | 14 Pkt. |
| 10.                                               | Frankreich             | Sébastien Hinault (ALM)      | 12 Pkt. |
| 11.                                               | Frankreich             | Jimmy Engoulvent (SAU)       | 10 Pkt. |
| 12.                                               | Kolumbien              | Leonardo Duque (COF)         | 8 Pkt.  |
| 13.                                               | Deutschland            | André Greipel (OLO)          | 6 Pkt.  |
| 14.                                               | Slowenien              | Borut Božič (VCD)            | 4 Pkt.  |
| 15.                                               | Litauen                | Tomas Vaitkus (AST)          | 2 Pkt.  |